# Дебрін Андрій Полікарпович
Андрій Полікарпович Дебрін — відомий український актор. Ведучий програми «Реальна містика»

## Життєпис
Андрій Дебрін народився 14 жовтня 1973 року в Івано-Франківську. Закінчив Київський національний університет театру, кіно і телебачення ім. Карпенка-Карого. 
Знявся у більш, ніж 50 фільмах. Виступає в ролі ведучого у телешоу "Реальна Містика" на телеканалі "Україна"

## Фільмографія
- 2012 — «Історії графомана» — психоаналітик
- 2007 — «Інді» — метродотель
- 2006 — «Вовчиця» — водій
- 2017 — «Інді, Слуга народу 2, Вовчиця (телесеріал)» — козак
- Забудь і згадай